# 7 psicopatici
7 psicopatici (Seven Psychopaths) è un film del 2012 scritto e diretto da Martin McDonagh.

## Trama
Marty è uno sceneggiatore che ha bisogno di finire una sceneggiatura per un film, intitolato 7 psicopatici, e cerca tranquillità e concentrazione. Billy è un attore in declino, rapitore di cani nel tempo libero, nonché migliore amico di Marty. Poi c'è Hans, religioso ex-criminale dal passato violento, ora socio di Billy. Infine c'è Charlie, il gangster a cui Billy ha rapito l'amato cane, che userà ogni mezzo per riavere indietro l'animale e uccidere i due criminali. Grazie a queste faccende Marty trova finalmente l'ispirazione per il suo film, ma deve solo vivere abbastanza per poterlo concludere e depositare.

## Produzione
Le riprese si sono concluse a fine 2011. Originariamente Mickey Rourke fu scelto per il ruolo di Charlie, e rifiutò una parte nel film I mercenari 2 per lavorare in questo film, ma all'avvio delle riprese fu sostituito da Woody Harrelson per problemi nei rapporti col regista Martin McDonagh, definito poi dallo stesso Rourke jerk-off (segaiolo).

## Distribuzione
Alla conclusione delle riprese, il film fu scelto per una distribuzione limitata in poche copie nei cinema per il giorno 2 novembre per poi essere lanciato nel mercato direct-to-video, ma poco dopo il progetto ottiene una distribuzione larga a livello mondiale.
Il primo trailer del film esce il 14 agosto 2012, mentre quello italiano viene diffuso online il 18 ottobre.
Il film viene presentato al Toronto International Film Festival nel settembre 2012, per poi venir distribuita nelle sale statunitensi a partire dal 12 ottobre 2012, mentre in Europa arriva tra dicembre 2012 e febbraio 2013. In Italia viene distribuito da Moviemax il 15 novembre 2012.

## Riconoscimenti
- 2013 - British Academy Film Awards
  - Candidato per il Miglior film britannico
- 2013 - Independent Spirit Awards
  - Candidato per la Miglior sceneggiatura a Martin McDonagh
  - Candidato per il Miglior attore non protagonista a Sam Rockwell
- 2012 - Toronto International Film Festival
  - Film preferito dal pubblico per la Sezione Midnight Madness[8]